# Целлюлозный утеплитель

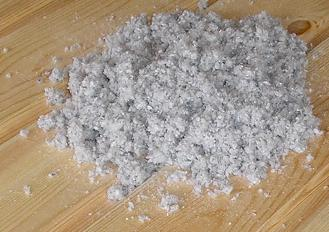
Серая строительная вата

Целлюлозный утеплитель (целлюлозная вата, «эковата») — рыхлый, лёгкий волокнистый строительный изоляционный материал серого или светло-серого цвета, применяется как утеплитель.
Состоит примерно на 80 % из газетной бумаги/макулатуры и на 20 % из нелетучих пламегасящих веществ, в качестве которых чаще всего используются борная кислота и бура.

## Описание
Целлюлозный утеплитель — материал серого (светло-серого) цвета. В волокнах материала находится лигнин, который при увлажнении материала связывает волокна и элементы конструкции. Антисептик и антипирен составляющие этого материала являются малотоксичными, умеренно вредными, нелетучими, природными компонентами. Целлюлозный утеплитель долго противостоит открытому огню, не гниет, имеет хорошие показатели тепло- и звукоизоляции, на уровне лучших образцов изоляционных материалов. Коэффициент теплопроводности материала равен 0,037-0,042 Вт/(м*K), а также он способен удерживать до 20 % влажности в верхних слоях утеплителя, что почти не влияет на теплоизолирующие свойства. Материал легко отдаёт влагу в окружающую среду за счет капиллярной структуры целлюлозных волокон и при высыхании не теряет своих свойств. Плотность применения составляет 28-65 кг/м3. Группа горючести зависит от технических условий компании производителя. Эталонные показатели: Г2 — умеренно горючий (ГОСТ 30244), В2 (DIN 4102) — умеренно воспламеняемый (ГОСТ 30402), Д2 — умеренно дымообразующей способностью (2.14.2 и 4.18 ГОСТ 12.1.044), РП-1 — распространение пламени по поверхности «0» (ДСТУ Б В.2.7-38-95) Воздухопроницаемость — низкая, при плотности материала 35,0-40,0 кг/м3 всего (80-120)х10-6 m3/msPa, паропроницаемость — 0,3 мг/(мчПа), сорбционное увлажнение по ГОСТ 17177.5 за 72 часа — 16 %. Значение pH = 7,8—8,3, поэтому целлюлозный утеплитель является химически пассивной средой и не вызывает коррозии контактирующих с ней металлов.

## История
Теплоизоляционные свойства целлюлозы были известны достаточно давно. В конце XIX века также были проведены широкое исследование свойств бумажного материала, в результате чего была создана технология производства целлюлозного утеплителя. В 1928 году в Германии открылось первое производство утеплителя.
После Второй мировой войны, страны Европы, пострадавшие в войне, испытали настоящий строительный бум. Разрабатывались и развивались новые технологии домостроения, в том числе и каркасного, особенно активно развитие шло в Канаде и Германии. В 1950-е годы, когда объём строительства зданий значительно вырос и возникла потребность в качественном утеплителе, спрос на целлюлозный материал значительно увеличился. За счёт большого спроса на целлюлозный утеплитель, технологии производства быстро стали совершенствоваться. Также совершенствовалась технология утепления и оборудование для производства и монтажа, были разработаны способы использования. Появились профессиональные выдувные машины, позволяющие резко увеличить скорость и качество монтажа изоляции.
В настоящее время целлюлозное утепление популярно в США, Канаде, ряде европейских стран, набирает популярность в Японии и других странах азиатского бассейна. В Финляндии, стране с 5-миллионным населением, производство утеплителя составляет 25 000 тонн в год (это более 1 млн м² изолированных помещений) — доля целлюлозного утеплителя на рынке утеплителей для индивидуального строительства доходит до 70 %. В США только в 2005 году более 340 000 зданий было построено с применением целлюлозного утеплителя.
В России, а точнее в СССР целлюлозный теплоизоляционный материал появился в 30-х годах XX столетия, но наибольшую популярность начал приобретать с 1993 года. Популярность утеплителя неуклонно растёт. Многие строительные фирмы и частные заказчики оценили её качества: технологичность, универсальность, экологичность и цену. На территории Российской Федерации сейчас активно действуют более 60 производств.

## Применение
Целлюлозный утеплитель используется в России, Германии, Англии, Финляндии, Японии, США, Канаде и других европейских государствах. В разных странах утеплитель имеет различные торговые марки, при этом структурный состав утеплителя не везде одинаков.
В России данный утеплитель используется недавно, с 1992 года и технология, как и оборудование, да и само российское название данного утеплителя пришли из Финляндии. В последнее же время производство данного утеплителя и его применение только набирают обороты. В Казахстане материал производится с 1999 года, в Эстонии — с 1990 года, в Литве — с 1994 года, а на Украине и в Белоруссии — начиная с 2007 года.
Первая линия с полуавтоматической упаковкой в полиэтиленовые мешки была поставлена на Камский целлюлозно-бумажный комбинат в 1996 году. Позднее данная линия была перенесена в Тульскую область. В Екатеринбурге с 2007 года работает линия, производящая высококачественный целлюлозный утеплитель по современной финской технологии, которым прямо на заводе утепляются производимые там каркасно-панельные дома.
Первое отечественное серийное оборудование, для производства эковаты, изготовлено в Тюмени, на сегодняшний день более 50 линий в СНГ, многие под маркой Эковата Экстра (желтый мешок).
В Омске, Тюмени, Воронеже,Мытищах и Уфе выпускают утеплитель, для производства которого используется газетная бумага и природные борные минералы (целлюлоза 80 %, 10 % бура, 10 % борная кислота). С 2007 года производство освоено также в посёлке Пирогово Мытищинского района.С 2014 года производство налажено в Северодвинске.

### Способы монтажа
В России на сегодняшний день ещё не приняты стандарты для монтажа эковаты.
Существует три способа монтажа целлюлозного утеплителя в строительстве:
- Ручная укладка
- Механизированная сухая укладка (с помощью выдувных установок)
- Напыление увлажненного материала на поверхности (с помощью выдувных установок и комплекта для влажного нанесения)

#### Ручная укладка
При ручной укладке целлюлозный утеплитель разрыхляют подручными инструментами в любой ёмкости и раскладывают на утепляемую поверхность: полы, перекрытия, чердаки — или засыпают в полости здания: стены, мансарды, кровли. При установке в конструкциях необходимо соблюдение требуемой плотности установки, к примеру, для стен это мин. 60-70 кг/м³. для перекрытий — не менее 35-40 кг/м³.
Ручная укладка в стеновые конструкции требует большого внимания и временных затрат, поэтому экономически эффективно использовать такой метод лишь при небольших объёмах.

#### Механизированная укладка
При механизированной укладке применяются выдувные установки, которые разрыхляют утеплитель в бункере и подают его в потоке воздуха к месту задувки или укладки на расстояние до 200 м по горизонтали и до 40 м по вертикали.

#### Влажная укладка
Влажная укладка отличается от механизированной только тем, что целлюлозный утеплитель наносится на конструкции с водой или с водой и клеем в качестве связующего компонента. При этом необходимо использование специальной форсунки и агрегата для подачи воды или клея под давлением. Влажно-клеевое нанесение материала в стены позволяет контролировать качество монтажа, оставляет достаточно ровную поверхность для последующих работ. При правильном нанесении утеплитель быстро высыхает — его можно закрывать другими материалами уже через 12 часов после монтажа.

#### Оборудование для монтажа
Целлюлозный утеплитель поставляется на объект в сжатом (спрессованным) виде (в 3-5 раз от номинальной плотности) или же в слегка уплотненной (не спрессованный) форме упакованный в полиэтилен, поэтому для использования его необходимо привести в начальное состояние. Эта процедура, а также процесс пневмопередачи материала в зону монтажа осуществляется с помощью специальных выдувных установок.
Оборудование для влажно-клеевого напыления требует наличия профессиональной выдувной техники с возможностью тонкой настройки, и компонуется в соответствии с характером работ и необходимой производительностью.
Полный комплект оборудования для монтажа целлюлозного утеплителя состоит из:
1. Выдувная (нагнетательная) установка для подготовки и подачи целлюлозного утеплителя;
2. Гибкие транспортные шланги разных диаметров для транспортировки целлюлозного утеплителя к месту её укладки;
3. Бензо-роторная крыльчатка для сбора целлюлозного утеплителя;
4. Водяная электропомпа высокого давления для увлажнения целлюлозного утеплителя;
5. Водяная насадка с разным количеством форсунок для напыления целлюлозного утеплителя;
6. Вместительная тара для водно-клеевой смеси;
7. Электроваликовые ножницы для подрезки и выравнивания напыленной поверхности целлюлозного утеплителя.

## Производство
Изготовление утеплителя на основе целлюлозного волокна осуществляется как на больших заводах с производственной мощностью 5-10 т/ч, так и на малых или средних предприятиях (от 100 кг/ч).
Цикл производства начинается с расфасовки макулатуры с ручной фильтрацией общей массы от крупных предметов (компакт-диски, файлы, пластиковые зажимы и т. п.), а также неподходящих сортов бумаги. Далее сырье подается на конвейер и начинается полностью автоматический процесс переработки.
Сперва производится первичное смешивание и дробление бумаги, после чего крупным магнитом извлекаются металлические предметы малого размера (скрепки, скобки и т. п.). Далее — очередной этап порезки, где происходит измельчение на 5-сантиметровые фрагменты. Полученной массой заполняется ёмкость, куда также добавляется антисептик и борная кислота. Дальнейшее измельчение позволяет получить частицы размером 4-5 мм, после чего добавляется ещё немного борной кислоты.
Этот цикл обработки макулатуры занимает около 5 минут. До того как волокно покинет фабрику, образцы берут на проверку, часть которых отправляется на испытания. Тест проверяет волокно на открытое горение: материал нагревается до 50 °C, что симулирует нагревание солнечным светом. Бумага загорается, огонь распространяется, но быстро затухает благодаря буре, которая используется в качестве антипирена и если это происходит достаточно быстро, тест считается пройденным. Также тесты выполняют независимые компании, чтобы проверить результаты испытаний компаний производителя. На последнем этапе производится упаковка материала в мешки с расфасовкой по 5-20 кг. Плотность материала в мешках в 3-4 раза выше чем в открытом виде, потому перед использованием целлюлозный утеплитель взрыхляют.